# Joseph Bologna
Joseph Bologna, noto anche con lo pseudonimo di Joe Bologna (New York, 30 dicembre 1934 – Duarte, 13 agosto 2017), è stato un attore, sceneggiatore e regista statunitense.

## Biografia

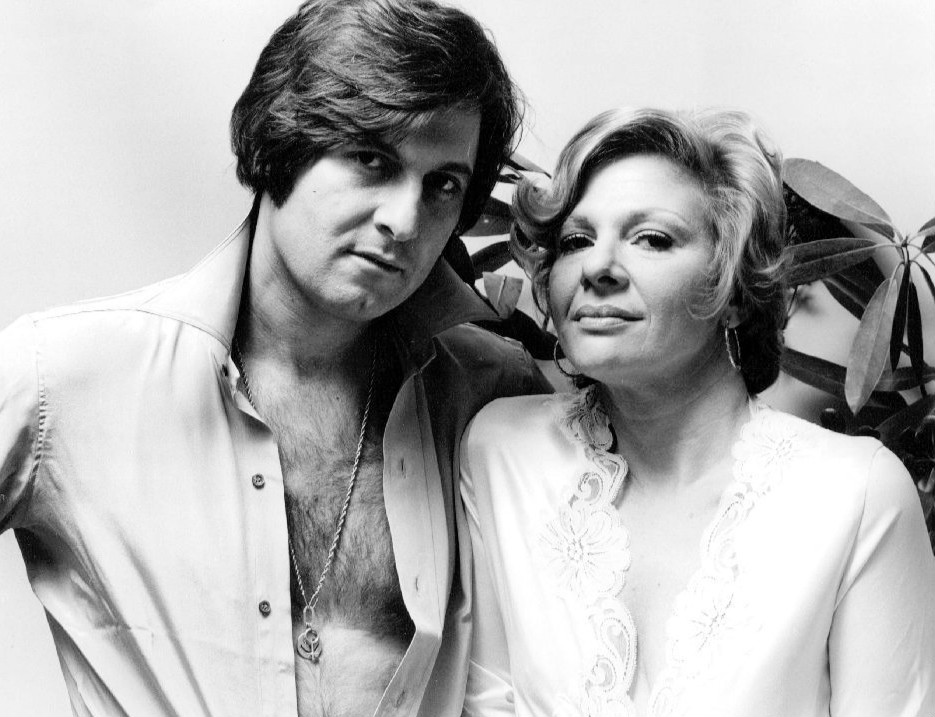
Joseph Bologna e Renée Taylor nel 1974

Iniziò la sua carriera attorno al 1971, lavorando soprattutto al cinema e in serie televisive. Nel 1971 ottenne una candidatura al premio Oscar per la migliore sceneggiatura non originale di Amanti ed altri estranei.
Nel 1987 partecipò alla serie televisiva Cinque ragazze e un miliardario.
Morì nel 2017 per tumore pancreatico.

## Vita privata
Discendente d'immigrati italiani, fu sposato dal 1965 fino alla morte con l'attrice Renée Taylor. La coppia ebbe un figlio.

## Filmografia

### Attore

#### Cinema
- Terapia di gruppo (Made for Each Other), regia di Robert B. Bean (1971)
- Se ci provi... io ci sto! (Cops and Robbers), regia di Aram Avakian (1973)
- Mixed Company, regia di Melville Shavelson (1974)
- Il fantabus (The Big Bus), regia di James Frawley (1976)
- Capitolo secondo (Chapter Two), regia di Robert Moore (1979)
- L'ospite d'onore (My Favorite Year), regia di Richard Benjamin (1982)
- Quel giorno a Rio (Blame It on Rio), regia di Stanley Donen (1984)
- La signora in rosso (The Woman in Red), regia di Gene Wilder (1984)
- Una notte in Transilvania (Transylvania 6-5000), regia di Rudy De Luca (1985)
- It Had to Be You, regia di Joseph Bologna e Renée Taylor (1989)
- Coupé de ville, regia di Joe Roth (1990)
- Alligator II: The Mutation, regia di Jon Hess (1991)
- Quell'uomo sarà mio (Jersey Girl), regia di David Burton Morris (1992)
- Rivalità mortale (Deadly Rivals), regia di James Dodson (1993)
- Night of the Archer, regia di Paul Nicholas (1994)
- È solo l'amore che conta (Love Is All There Is), regia di Joseph Bologna e Renée Taylor (1996)
- Ringer - Falsa identità (Ringer), regia di Carlo Gustaff (1996)
- Heaven Before I Die, regia di Izidore K. Musallam (1997)
- Big Daddy - Un papà speciale (Big Daddy), regia di Dennis Dugan (1999)
- Blink of an Eye, regia di Van Fischer (1999)
- Squint, cortometraggio, regia di Tony Griffin (2001)
- Dying on the Edge, regia di William R. Greenblatt (2001)
- Returning Mickey Stern, regia di Michael Prywes (2002)
- Pledge of Allegiance, regia di Lee Madsen (2003)
- The Boynton Beach Bereavement Club, regia di Susan Seidelman (2005)
- Dancin' on the Edge, cortometraggio, regia di JoAnn Fregalette Jansen (2007)
- Driving Me Crazy, regia di Steve Marshall (2012)

#### Televisione
- Onora il padre (Honor Thy Father), regia di Paul Wendkos – film TV (1973)
- Acts of Love and Other Comedies, regia di Dwight Hemion – film TV (1973)
- Paradise, regia di Bill Foster e Charles Grodin – film TV (1974)
- What Now, Catherine Curtis?, regia di Charles Walters – film TV (1976)
- Woman of the Year, regia di Jud Taylor – film TV (1976)
- Contesa fatale (Torn Between Two Lovers), regia di Delbert Mann – film TV (1979)
- Una cucina, l'altra no (One Cooks, the Other Doesn't), regia di Richard Michaels – film TV (1983)
- Bedrooms, regia di Joseph Bologna e Renée Taylor – film TV (1984)
- Copacabana, regia di Waris Hussein – film TV (1985)
- A Time to Triumph, regia di Noel Black – film TV (1986)
- Sins – miniserie TV, 3 puntate (1986)
- Mio fratello Chip (Not Quite Human), regia di Steven Hilliard Stern – film TV (1987)
- Cinque ragazze e un miliardario (Rags to Riches) – serie TV, 20 episodi (1987-1988)
- Prime Target, regia di Robert L. Collins – film TV (1989)
- Thanksgiving Day, regia di Gino Tanasescu – film TV (1990)
- Morte per passione (An Inconvenient Woman) – miniserie TV, 2 puntate (1991)
- Sposati con figli (Married with Children) – serie TV, 2 episodi (1991)
- Top of the Heap – serie TV, 7 episodi (1991)
- Citizen Cohn, regia di Frank Pierson – film TV (1992)
- Un amore pericoloso (The Danger of Love: The Carolyn Warmus Story), regia di Joyce Chopra – film TV (1992)
- La signora in giallo (Murder, She Wrote) – serie TV, episodio 9x03 (1992)
- Daddy Dearest – serie TV, 1 episodio (1993)
- Avvocati a Los Angeles (L.A. Law) – serie TV, 1 episodio (1994)
- La rivincita dei Nerds 4 (Revenge of the Nerds IV: Nerds in Love), regia di Steve Zacharias – film TV (1994)
- La legge di Burke (Burke's Law) – serie TV, 1 episodio (1995)
- Caroline in the City – serie TV, 1 episodio (1996)
- Temporarily Yours – serie TV, 1 episodio (1997)
- L'analista del padrino (The Don's Analyst), regia di David Jablin – film TV (1997)
- Cosby – serie TV, 1 episodio (1997)
- Jenny – serie TV, 1 episodio (1998)
- The Simple Life – serie TV, 1 episodio (1998)
- Astoria, regia di Mark Piznarski – film TV (1998)
- La tata (The Nanny) – serie TV, 2 episodi (1994-1999)
- Più forte ragazzi (Martial Law) – serie TV, 1 episodio (1999)
- Chicken Soup for the Soul – serie TV, 1 episodio (2000)
- The Chris Isaak Show – serie TV, 1 episodio (2002)
- Arli$$ – serie TV, 1 episodio (2002)
- Jane Doe: tradimento (Jane Doe: Til Death Do Us Part), regia di Armand Mastroianni – film TV (2005)
- Fathers and Sons, regia di Rodrigo García, Jared Rappaport e Rob Spera – film TV (2005)
- Everwood – serie TV, 1 episodio (2005)
- La vita secondo Jim (According to Jim) – serie TV, 1 episodio (2006)
- CSI - Scena del crimine (CSI: Crime Scene Investigation) – serie TV, 1 episodio (2010)

### Sceneggiatore
- Amanti ed altri estranei (Lovers and Other Strangers), regia di Cy Howard (1970)
- Terapia di gruppo (Made for Each Other), regia di Robert B. Bean (1971)
- Acts of Love and Other Comedies, regia di Dwight Hemion – film TV (1973)
- Calucci's Department – serie TV, 2 episodi (1973)
- Paradise, regia di Bill Foster e Charles Grodin – film TV (1974)
- Three for Two, regia di Charles Walters – film TV (1975)
- Woman of the Year, regia di Jud Taylor – film TV (1976)
- Good Penny, regia di Joseph Bologna e Dick Harwood – film TV (1977)
- A Cry for Love, regia di Paul Wendkos – film TV (1980)
- Lovers and Other Strangers – serie TV (1982)
- Bedrooms, regia di Joseph Bologna e Renée Taylor – film TV (1984)
- È solo l'amore che conta (Love Is All There Is), regia di Joseph Bologna e Renée Taylor (1996)

### Regista
- Good Penny – film TV (1977)
- Bedrooms – film TV (1984)
- It Had to Be You (1989)
- È solo l'amore che conta (Love Is All There Is) (1996)

## Doppiatori italiani
Nelle versioni in italiano delle opere in cui ha recitato, Joseph Bologna è stato doppiato da:
- Pino Ammendola in Terapia di gruppo
- Mario Valgoi in Una notte in Transilvania
- Fabrizio Pucci in Mio fratello Chip
- Sandro Iovino in Cinque ragazze e un miliardario
- Emilio Cappuccio in Coupé de Ville
- Gianni Giuliano in La signora in giallo
- Sandro Sardone in Quell'uomo sarà mio
- Dario Penne in Big Daddy - Un papà speciale
- Bruno Alessandro in La vita secondo Jim
- Saverio Moriones in CSI - Scena del crimine

Da doppiatore è stato sostituito da:
- Guido Rutta in Batman e Superman - I due supereroi
- Pino Ammendola in Batman e Superman - I due supereroi (ridoppiaggo TV)